# تسرنی کاو (راژانگ)
تسرنی کاو (به صربی: Crni Kao) یک منطقهٔ مسکونی در صربستان است که در ناحیه نیشاوا واقع شده‌است. تسرنی کاو ۵۰۴ نفر جمعیت دارد.